# Zatoka Piotra Wielkiego
Zatoka Piotra Wielkiego (ros. Залив Петра Великого, zaliw Pietra Wielikogo) – zatoka Morza Japońskiego u wybrzeży Rosji, o długości 80 km i szerokości 200. Jej głębokość wynosi ok. 150 metrów, linia brzegowa ma ok. 1500 km długości.
Półwysep Murawiowa-Amurskiego dzieli zatokę na dwie części, Zatokę Amurską i Zatokę Ussuryjską. W ramach zatoki wyróżnia się także wiele mniejszych zatok, m.in. Złoty Róg, Diomedesa, Nachodkę, Possieta i Lazurową. Na zatoce leżą liczne wyspy, m.in. Archipelag Rimskiego-Korsakowa, Popowa, Rejneke i Rosyjska, którą od stałego lądu oddziela cieśnina Wschodni Bosfor. Główne miasta i porty nad zatoką to Nachodka i Władywostok.
10 procent powierzchni zatoki zajmuje Dalekowschodni Morski Rezerwat Biosfery.